# 대전 대덕구의 국회의원

## 행정구역 변천
- 1945년 8월 15일 충청남도 대덕군
- 1963년 1월 1일 대덕군 유천면·회덕면 일부(대화리·오정리·용전리)·산내면 일부(옥계리·삼정리·호동리·가오리)가 대전시에 편입
- 1973년 7월 1일 대덕군 북면이 신탄진읍으로 승격
- 1983년 2월 15일 대덕군 유성읍·구즉면 일부(문지리·전민리·원촌리)·탄동면 일부(신성리·가정리·도룡리·장동리·내동리·화암리·덕진리·하계리)·기성면 일부(가수원리·도안리·관저리)·진잠면 일부(교촌리·대정리·용계리·학하리·내동리)가 대전시 중구에, 회덕면이 대전시 동구에 편입
- 1987년 1월 1일 대덕군 진잠면 계산리가 대전시 중구에 편입
- 1989년 1월 1일 대덕군 산내면 일부·동면이 대전직할시 동구에, 산내면 일부가 중구에, 기성면이 서구에, 구즉면·탄동면·진잠면(남산리 제외)이 신설 유성구에 편입, 동구 구.회덕면·신탄진읍에 대전직할시 대덕구 설치, 충청남도 대덕군 폐지
- 1995년 1월 1일 대전광역시 대덕구

## 대덕군의 역대 국회의원 일람
| 대수         | 이름           | 소속정당           | 임기                               | 선거구역                                  | 개표결과 |
| ------------ | -------------- | ------------------ | ---------------------------------- | ----------------------------------------- | -------- |
| 제1대        | 송진백(宋鎭百) | 대한독립촉성국민회 | 1948년 5월 31일 ~ 1950년 5월 30일  | 대덕군 일원                               | 보기     |
| 제2대        | 김종회(金從會) | 무소속             | 1950년 5월 31일 ~ 1954년 5월 30일  | 대덕군 일원                               |          |
| 제3대        | 송우범(宋宇範) | 자유당             | 1954년 5월 31일 ~ 1958년 5월 30일  | 대덕군 일원                               |          |
| 제4대        | 박병배(朴炳培) | 무소속             | 1958년 5월 31일 ~ 1960년 7월 28일  | 대덕군 일원                               |          |
| 제5대 민의원 | 박병배(朴炳培) | 무소속             | 1960년 7월 29일 ~ 1961년 5월 16일  | 대덕군 일원                               |          |
| 제6대        | 김용태(金龍泰) | 민주공화당         | 1963년 12월 17일 ~ 1967년 6월 30일 | 대덕군·연기군 일원                        |          |
| 제7대        | 김용태(金龍泰) | 민주공화당         | 1967년 7월 1일 ~ 1971년 6월 30일   | 대덕군·연기군 일원                        |          |
| 제8대        | 김제원(金濟源) | 민주공화당         | 1971년 7월 1일 ~ 1972년 10월 17일  | 대덕군·연기군 일원(충남 제3선거구)        |          |
| 제9대        | 유진산(柳珍山) | 신민당             | 1973년 3월 12일 ~ 1979년 3월 11일  | 금산군·대덕군·연기군 일원(충남 제3선거구) |          |
| 제9대        | 김제원(金濟源) | 민주공화당         | 1973년 3월 12일 ~ 1979년 3월 11일  | 금산군·대덕군·연기군 일원(충남 제3선거구) |          |
| 제10대       | 이준섭(李俊燮) | 민주공화당         | 1979년 3월 12일 ~ 1980년 10월 27일 | 금산군·대덕군·연기군 일원(충남 제3선거구) |          |
| 제10대       | 유한열(柳漢烈) | 신민당             | 1979년 3월 12일 ~ 1980년 10월 27일 | 금산군·대덕군·연기군 일원(충남 제3선거구) |          |
| 제11대       | 천영성(千永星) | 민주정의당         | 1981년 4월 11일 ~ 1985년 4월 10일  | 금산군·대덕군·연기군 일원(충남 제4선거구) |          |
| 제11대       | 유한열(柳漢烈) | 민주한국당         | 1981년 4월 11일 ~ 1985년 4월 10일  | 금산군·대덕군·연기군 일원(충남 제4선거구) |          |
| 제12대       | 천영성(千永星) | 민주정의당         | 1985년 4월 11일 ~ 1988년 5월 29일  | 금산군·대덕군·연기군 일원(충남 제4선거구) |          |
| 제12대       | 유한열(柳漢烈) | 민주한국당         | 1985년 4월 11일 ~ 1988년 5월 29일  | 금산군·대덕군·연기군 일원(충남 제4선거구) |          |
| 제13대       | 이인구(李麟求) | 신민주공화당       | 1988년 5월 30일 ~ 1992년 5월 29일  | 대덕군·연기군 일원                        |          |

## 대전 대덕구의 역대 국회의원 일람
| 대수   | 이름           | 소속정당     | 임기                              | 선거구역    | 개표결과  |
| ------ | -------------- | ------------ | --------------------------------- | ----------- | --------- |
| 제14대 | 김원웅(金元雄) | 민주당       | 1992년 5월 30일 ~ 1996년 5월 29일 | 대덕구 일원 | 결과 보기 |
| 제15대 | 이인구(李麟求) | 자유민주연합 | 1996년 5월 30일 ~ 2000년 5월 29일 | 대덕구 일원 | 결과 보기 |
| 제16대 | 김원웅(金元雄) | 한나라당     | 2000년 5월 30일 ~ 2004년 5월 29일 | 대덕구 일원 | 결과 보기 |
| 제17대 | 김원웅(金元雄) | 열린우리당   | 2004년 5월 30일 ~ 2008년 5월 29일 | 대덕구 일원 | 결과 보기 |
| 제18대 | 김창수(金昌洙) | 자유선진당   | 2008년 5월 30일 ~ 2012년 5월 29일 | 대덕구 일원 | 결과 보기 |
| 제19대 | 박성효(朴城孝) | 새누리당     | 2012년 5월 30일 ~ 2014년 5월 15일 | 대덕구 일원 | 결과 보기 |
| 제19대 | 정용기(鄭容起) | 새누리당     | 2014년 7월 31일 ~ 2016년 5월 29일 | 대덕구 일원 | 결과 보기 |
| 제20대 | 정용기(鄭容起) | 새누리당     | 2016년 5월 30일 ~ 2020년 5월 29일 | 대덕구 일원 | 결과 보기 |
| 제21대 | 박영순(朴英淳) | 더불어민주당 | 2020년 5월 30일 ~ 2024년 5월 29일 | 대덕구 일원 | 결과 보기 |
| 제22대 | 박정현(朴貞炫) | 더불어민주당 | 2024년 5월 30일 ~ 현재            | 대덕구 일원 | 결과 보기 |

## 같이 보기
- 대전시의 국회의원
- 대전 중구의 국회의원
- 대전 동구의 국회의원
- 대전 서구의 국회의원
- 대전 유성구의 국회의원
- 대덕군의 국회의원
- 금산군의 국회의원
- 연기군의 국회의원
- 세종특별자치시의 국회의원
- 대덕구 (선거구)